# Tenores di Bitti Remunnu 'e Locu
I Tenores di Bitti Remunnu 'e Locu è il gruppo storico di canto a tenore del paese di Bitti (Nuoro, Sardegna), nato nel 1974. I Tenores di Bitti si diedero il nome "Remunnu 'e Locu" per omaggiare il poeta estemporaneo Raimondo Delogu - noto come Tziu Remunnu.
La formazione originaria del gruppo era composta da Salvatore Bandinu (bassu, basso), Tancredi Tucconi (contra, controvoce, 1931-2018), Piero Sanna (boche e mesu boche, voce solista e mezza voce, 1941-2014) e Daniele Cossellu (boche e mesu boche, voce solista e mezza voce, 1932).

## Storia
Costituiti nel 1974, oltre alle manifestazioni locali, avevano  subito partecipato a delle tournée come supporto in manifestazioni tipiche di folk sardo in genere per sardi che si trovavano in altre parti d'Italia o all'estero. Col tempo avevano cercato di far considerare su cantu un fatto culturale. Maria Carta, dopo averli sentiti a Torino, li portò con sé al Théâtre de la Ville a Parigi. L'Ente sardo industrie turistiche (ESIT) li coinvolse in una tournée in Svezia e Danimarca. 
E per circa trentacinque anni il gruppo si è esibito e si esibisce nel panorama nazionale e internazionale. Oltre che in Italia ed in Europa, i Tenores di Bitti si sono esibiti in Australia, Argentina, Canada, Cuba, Iraq, Egitto, Marocco, Stati Uniti, ecc.
Nel 1992 hanno partecipato al Tour Andalas insieme a Piero Marras, Luigi Lai e Cuncordia a Launeddas.
Al fine di mantenere viva la tradizione, nel 1995 in collaborazione con il comune di Bitti, il gruppo ha collaborato all'istituzione di una scuola, dove si insegnano le tecniche del canto a tenore. Nel 1997, la scuola ha avviato un gemellaggio con il Conservatorio musicale di Sassari, al fine di promuovere un proficuo interscambio culturale.
Il gruppo Remunnu 'e Locu ha attirato l'attenzione di numerosi ricercatori ed etnomusicologi (prof. Pietro Sassu dell'Università di Potenza, prof. Roberto Leydi dell'Università di Bologna, Riccardo Giagni musicologo, prof. Bernard Lortat-Jacob dell'Università di Parigi, prof. Josep Martì y Perez dell'Università di Barcellona), nonché di rinomati musicisti come Lester Bowie, Ornette Coleman e Frank Zappa, che ha scritto una breve nota di copertina del disco del 1994 "Intonos" che recita: "Ho scoperto la musica sarda per la prima volta nel 1988, durante la parte italiana del tour europeo del 1988. Il nostro promoter milanese ci fece una cassetta dalla sua collezione etnomusicale che ho ascoltato in macchina diretto a un concerto. Sono rimasto stupito da ciò che ascoltavo e ho speso gli anni seguenti in cerca di ulteriori esempi di questa musica. Grazie a Riccardo Giagni adesso abbiamo un altro eccellente esempio delle qualità vocali sarde. Spero che altri ameranno questo disco, così come lo amo io".
Nel 1996, i Tenores di Bitti pubblicano il loro album S'Amore 'e Mama, prodotto da Peter Gabriel e distribuito dalla sua etichetta discografica Real World Records.
Nel 2014 avevano partecipato al progetto di raccolta fondi, promosso da Beppe Dettori (chiamato Abba), da ricavare dalla vendita del singolo Abba,  per finanziare la creazione del Museo di Bitti, da dedicare al canto a tenore.
Il 9 febbraio 2024 hanno affiancato Mahmood nella serata delle cover del Festival di Sanremo interpretando insieme all'artista di origini sarde il brano Come è profondo il mare di Lucio Dalla. In quella occasione hanno cantato sul palco del Teatro Ariston alcuni versi del poeta di Bonorva Paolo Mossa.

## Formazione
La formazione attuale dei Tenores di Bitti Remunnu 'e Locu è composta da:
- Dino Ruiu ("boche" e "mesu boche" / voce solista e mezza voce)
- Andrea Sella ("boche" e "mesu boche" / voce solista e mezza voce)
- Mario Pira ("bassu" / basso gutturale)
- Pier Luigi Giorno ("contra" / controvoce gutturale)

## Discografia
- Romanzesu, 1993
- Intonos, 1994
- Ammentos, 1986
- S'amore e mama, 1996

## Premi e onorificenze
Tra i vari riconoscimenti ricevuti dai Tenores di Bitti, si possono citare: il premio nella categoria "Canto a tenore" al festival del Redentore di Nuoro, per sei anni consecutivi; il premio  Maestri del Folklore dell'Ente provinciale del turismo di Nuoro;  Premio Sardegna a Sassari; Premio "Alfred Toepfer Stiftung F.V.S." di Amburgo per la tutela delle diversità culturali e, nel 2007, il premio Maria Carta.